# (30844) Hukeller
(30844) Hukeller est un astéroïde de la ceinture principale.

## Description
(30844) Hukeller est un astéroïde de la ceinture principale. Il fut découvert le 17 mai 1991 à l'observatoire Palomar par Carolyn S. Shoemaker et Eugene M. Shoemaker. Il présente une orbite caractérisée par un demi-grand axe de 2,67 UA, une excentricité de 0,26 et une inclinaison de 27,4° par rapport à l'écliptique.

## Compléments